# Super Rugby Americas 2025
Super Rugby Americas 2025 (in spagnolo Super Rugby Américas 2025) fu la 6ª edizione della competizione interconfederale di rugby a 15 delle Americhe organizzata da Sudamérica Rugby tra squadre di club delle federazioni di Argentina, Brasile, Cile, Paraguay e Uruguay.
Si tenne dal 14 febbraio 2025 al 13 giugno 2025 tra 7 squadre che si incontrarono a girone unico nella stagione regolare che espresse le quattro qualificate ai play-off.
Benché la composizione del torneo fosse rimasta a 7 squadre, si registrò l'uscita della franchise statunitense dell'American Raptors dovuta al mancato sostegno alla squadra della municipalità di Glendale, in Colorado, decisa a orientarsi alla promozione del rugby giovanile e non più di quello professionistico.
Il suo posto fu preso dalla terza franchise argentina, i Tarucas di San Miguel de Tucumán.
La semifinale vide tre federazioni rappresentate: al derby argentino tra Pampas e Dogos fece da contraltare l'incontro di Montevideo tra Peñarol e i cileni del Selknam.
Al campo del San Isidro furono i campioni uscenti del Dogos, quarti nel seeding, a prevalere sui connazionali per 27-21 e ad assicurarsi il primo slot in finale; al Charrúa, altresì, il Peñarol ebbe la meglio 34-18 sul Selknam, al termine di una gara quasi mai in discussione (i cileni realizzarono le loro mete nell'ultimo quarto di gara).
In finale, sempre al Charrúa di Montevideo, il Peñarol si impose 35-34 sui Dogos; benché il risultato finale mostri un divario di un solo punto, a venti minuti dalla fine era ancora 35-8 per gli uruguaiani, e 35-27 a tempo scaduto quando giunse l'ultima meta dell'incontro che determinò il risultato finale.
Per il Peñarol si trattò del terzo titolo in 6 edizioni di torneo.
Il valore delle marcature, come stabilito da World Rugby nel 2017, è: 5 punti per ciascuna meta (7 se trasformata), 7 punti per la meta tecnica, 3 punti per la realizzazione di ciascun calcio piazzato, idem per il drop.

## Squadre partecipanti
| Federazione | Club      | Sponsor | Città        | Impianto interno         |
| Argentina   | Dogos XV  |         | Córdoba      | Stadio Tala RC           |
| Argentina   | Pampas XV |         | Buenos Aires | Stadio del CA San Isidro |
| Argentina   | Tarucas   |         | Tucumán      | Stadio del Tucumán LTC   |
| Brasile     | Cobras    |         | Jacareí      | Stadio del Cambuzano     |
| Cile        | Selknam   |         | Santiago     | C.A.R. di Santiago       |
| Paraguay    | Yacare XV |         | Asunción     | Stadio Eroi di Curupayty |
| Uruguay     | Peñarol   |         | Montevideo   | Stadio Charrúa           |

## Stagione regolare
|           | 1ª giornata       |       |
| --------- | ----------------- | ----- |
| 14-2-2025 | Peñarol - Dogos   | 29-28 |
| 15-2-2025 | Tarucas - Cobras  | 45-6  |
| 15-2-2025 | Yacare - Selknam  | 29-26 |
| Rip.      | Pampas            |       |
|           |                   |       |
|           | 4ª giornata       |       |
| 7-3-2025  | Peñarol - Selknam | 17-8  |
| 7-3-2025  | Tarucas - Pampas  | 14-15 |
| 8-3-2025  | Dogos - Cobras    | 80-29 |
| Rip.      | Yacare            |       |
|           |                   |       |
|           | 7ª giornata       |       |
| 4-4-2025  | Pampas - Cobras   | 72-14 |
| 5-4-2025  | Yakare - Dogos    | 19-24 |
| 7-4-2025  | Tarucas - Peñarol | 16-21 |
| Rip.      | Selknam           |       |
|           |                   |       |
|           | 10ª giornata      |       |
| 2-5-2025  | Dogos - Yacare    | 39-29 |
| 2-5-2025  | Peñarol - Tarucas | 28-35 |
| 3-5-2025  | Cobras - Pampas   | 18-78 |
| Rip.      | Selknam           |       |
|           |                   |       |
|           | 13ª giornata      |       |
| 24-5-2025 | Dogos - Peñarol   | 17-19 |
| 24-5-2025 | Selknam - Yacare  | 20-17 |
| 25-5-2025 | Cobras - Tarucas  | 33-54 |
| Rip.      | Pampas            |       |

|           | 2ª giornata       |       |
| --------- | ----------------- | ----- |
| 21-2-2025 | Peñarol - Yacare  | 50-15 |
| 22-2-2025 | Cobras - Selknam  | 21-28 |
| 22-2-2025 | Dogos - Pampas    | 20-20 |
| Rip.      | Tarucas           |       |
|           |                   |       |
|           | 5ª giornata       |       |
| 14-3-2025 | Pampas - Yacare   | 19-7  |
| 16-3-2023 | Cobras - Peñarol  | 3-35  |
| 16-3-2023 | Selknam - Tarucas | 49-24 |
| Rip.      | Dogos             |       |
|           |                   |       |
|           | 8ª giornata       |       |
| 11-4-2025 | Pampas - Dogos    | 8-22  |
| 12-4-2025 | Selkman - Cobras  | 39-19 |
| 12-4-2025 | Yacare - Peñarol  | 36-8  |
| Rip.      | Tarucas           |       |
|           |                   |       |
|           | 11ª giornata      |       |
| 9-5-2025  | Tarucas - Selknam | 41-21 |
| 10-5-2025 | Yacare - Pampas   | 32-26 |
| 12-5-2025 | Peñarol - Cobras  | 57-23 |
| Rip.      | Dogos             |       |
|           |                   |       |
|           | 14ª giornata      |       |
| 30-5-2025 | Dogos - Selknam   | 27-32 |
| 30-5-2025 | Peñarol - Pampas  | 31-33 |
| 31-5-2025 | Tarucas - Yacare  | 44-24 |
| Rip.      | Cobras            |       |

|           | 3ª giornata       |       |
| --------- | ----------------- | ----- |
| 28-2-2025 | Pampas - Peñarol  | 24-10 |
| 1-3-2025  | Selknam - Dogos   | 45-40 |
| 1-3-2025  | Yacare - Tarucas  | 30-27 |
| Rip.      | Cobras            |       |
|           |                   |       |
|           | 6ª giornata       |       |
| 24-3-2025 | Dogos - Tarucas   | 20-22 |
| 29-3-2025 | Selknam - Pampas  | 26-31 |
| 29-3-2025 | Cobras - Yacare   | 31-38 |
| Rip.      | Peñarol           |       |
|           |                   |       |
|           | 9ª giornata       |       |
| 25-4-2025 | Pampas - Tarucas  | 39-22 |
| 26-4-2025 | Cobras - Dogos    | 15-74 |
| 26-4-2025 | Selkman - Peñarol | 17-22 |
| Rip.      | Yacare            |       |
|           |                   |       |
|           | 12ª giornata      |       |
| 16-5-2025 | Tarucas - Dogos   | 29-43 |
| 18-5-2025 | Yacare - Cobras   | 33-18 |
| 19-5-2025 | Pampas - Selknam  | 16-18 |
| Rip.      | Peñarol           |       |

## Classifica
| Pos | Squadra   | G  | V | N | P  | PF  | PS  | DP   | BMP | Pt |
| --- | --------- | -- | - | - | -- | --- | --- | ---- | --- | -- |
| 1   | Pampas XV | 12 | 8 | 1 | 3  | 380 | 230 | +150 | 7   | 41 |
| 2   | Peñarol   | 12 | 8 | 0 | 4  | 328 | 264 | +64  | 7   | 39 |
| 3   | Selknam   | 12 | 7 | 0 | 5  | 340 | 313 | +27  | 9   | 37 |
| 4   | Dogos XV  | 12 | 6 | 1 | 5  | 438 | 297 | +141 | 11  | 37 |
| 5   | Tarucas   | 12 | 6 | 0 | 6  | 373 | 329 | +44  | 10  | 34 |
| 6   | Yacare    | 12 | 6 | 0 | 6  | 309 | 332 | −23  | 7   | 31 |
| 7   | Cobras    | 12 | 0 | 0 | 12 | 230 | 633 | −403 | 5   | 5  |

## Play-off
|  | Semifinali | Semifinali | Semifinali |          |         | Finale  | Finale | Finale |  |
|  |            |            |            |          |         |         |        |        |  |
|  | Pampas XV  | Pampas XV  | 21         |          |         |         |        |        |  |
|  | Pampas XV  | Pampas XV  | 21         |          |         |         |        |        |  |
|  | Dogos XV   | Dogos XV   | 27         |          |         |         |        |        |  |
|  | Dogos XV   | Dogos XV   | 27         |          | Peñarol | Peñarol | 35     |        |  |
|  |            |            |            |          | Peñarol | Peñarol | 35     |        |  |
|  |            |            | Dogos XV   | Dogos XV | 34      |         |        |        |  |
|  | Peñarol    | Peñarol    | Dogos XV   | Dogos XV | 34      | 34      |        |        |  |
|  | Peñarol    | Peñarol    |            |          |         |         |        |        |  |
|  | Selknam    | Selknam    | 18         |          |         |         |        |        |  |

### Semifinali
| Arbitro: | Pablo Deluca |

|                            |      |                                |
| Inchauspe 20’ Albanese 40’ | mt   | 5’ Cipriani 15’ Moyano 72’ Gea |
| Inchauspe 20’              | tr   | 7’, 15’, 72’ Baronio           |
| Inchauspe 57’, 60’, 78’    | c.p. | 53’, 63’ Baronio               |

| Arbitro: | Damián Schneider |

|                                                                |      |                          |
| Bianchi 11’ tecnica 34’ Cardoso 52’ Myszka 55’ Arcos Pérez 65’ | mt   | 57’ R. Martínez 70’ Game |
| Etcheverry 55’, 65’                                            | tr   | 70’ Salas                |
| Etcheverry 63’                                                 | c.p. | 43’, 51’ Salas           |

### Finale
| Arbitro: | Tomás Bertazza |

| |              | |
| Basso 10’, 17’ Civetta 30’ Diana 45’ Álvarez 51’ | mt           | 39’ Gea 60’ Moyano 71’ Gandini 77’ Greising 80+3’ Griffo |
| Etcheverry 10’, 17’, 30’, 45’, 51’ | tr           | 71’, 77’, 80+3’ F. Rodríguez |
| | c.p.         | 20’ Baronio |
| · Cardoso · Basso · Arcos Pérez · B. Mateo · 2’ Facciolo · 80’ Etcheverry · 62’ Álvarez · 60’ 70’ Sanguinetti · 80+2’ Myszka · 61’ 80+2’ Aguirre · Aliaga · 50’ Viero · Civetta · Bianchi · Diana | Formazioni   | · M. Sánchez · Rossetto 52’ · F. Sánchez · Gea · Cipriani · Baronio 43’ 53’ · Moyano 70’ · Wenger 50’ · Oviedo 70’ · Delgado 70’ · Bulgarelli · Albrisi · Bildosola · Gandini · Fissore 50’ |
| · 2’ 62’ 70’ Ferrario · 50’ Dianessi · 61’ 80+2’ Vidal · 62’ Di Biase · 62’ 70’ Perillo · 80+2’ S. Pérez                                                                                          | Sostituzioni | · Caballero 50’ 52’ · Revol 50’ · F. Mateo 52’ · Mallia 52’ · F. Rodríguez 53’ · Filippa 70’ · Greising 70’ · Griffo 70’                                                                    |
| Ivo Dugonjic | Allenatori   | Nicolás Galatro |